# Renia mortualis
Renia mortualis är en fjärilsart som beskrevs av Barnes och Mcdunnough 1912. Renia mortualis ingår i släktet Renia och familjen nattflyn. Inga underarter finns listade.